# Ferran de Castella-Aumale
Ferran de Castella-Aumale o Ferran II d'Aumale (nascut el 1238 i mort vers el 1260 en tot cas, abans del 1269) fou príncep (infant) de Castella i comte d'Aumale. Era fill de Ferran III de Castella, rei de Castella i Lleó i de Joana de Dammartin comtessa de Pontheiu, Montreuil i Aumale. A la mort del seu pare el 1252 se li va confiar l'administració del comtat d'Aumale (no obstant la seva mare va restar com a comtessa de Ponthieu i Aumale, ja que eren suo iure) i vers 1254 es va casar amb Laura de Monfort, filla d'Amauri VI, comte de Montfort, i de Beatriu de Viennois. Ja era mort el 1269. Laura va morir el 1270. Va deixar un sol fill, Joan I d'Aumale nascut vers 1255. L'àvia Joana de Dammartin va agafar el control d'Aumale, ja que Joan encara era menor, i va viure fins al 1278 o 1279. Joan, va reclamar la successió de Ponthieu i Aumale, però en el primer comtat li fou negada, ja que allí no s'admetia el dret de representació sent el dret per la filla més gran sobrevivent, Elionor de Castella, casada amb Eduard I d'Anglaterra; en canvi Joan no va tenir problema en ser reconegut com a comte d'Aumale on si que existia el dret de representació (igual que a les senyories d'Épernon i de Noyelles-sur-Mer) i de fet ja fou considerat comte a la mort del pare, vers 1260/1269.